# Rekalde
Rekalde è il settimo distretto della città di Bilbao, nei Paesi Baschi spagnoli. È suddiviso nei quartieri di Rekalde, El Peñascal, Ametzola, Iralabarri e San Adrián.
In lingua basca Rekalde significa vicino al fiume (Erreka = "fiume" e Alde = "vicino").
Nel 2005 la popolazione del distretto contava 47 583 abitanti, con un'area di 6,96 km² ed una densità abitativa pari a 6 839 persone ogni chilometro quadrato.